# Asterropteryx ensifera
Asterropteryx ensifera är en fiskart som först beskrevs av Bleeker, 1874.  Asterropteryx ensifera ingår i släktet Asterropteryx och familjen smörbultsfiskar. Inga underarter finns listade.

## Bildgalleri

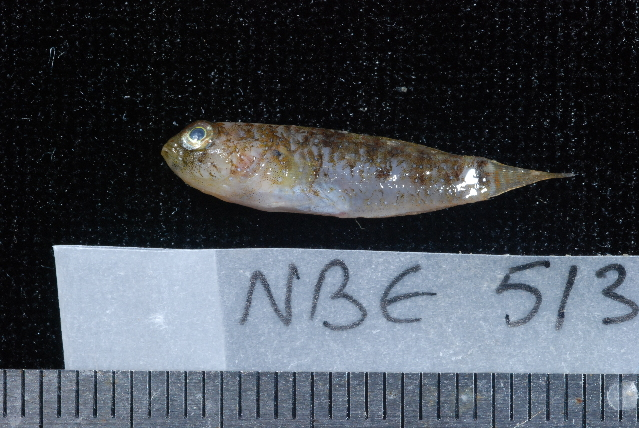